# The Craft
The Craft is een film uit 1996 geregisseerd door Andrew Fleming naar een scenario van Peter Filardi.

## Verhaal
Sarah Bailey (gespeeld door Robin Tunney) is een zestien jaar oud meisje en heeft een moeilijke tijd achter de rug met zelfmoordneigingen en hallucinaties. Ze verhuist met haar vader en stiefmoeder naar Los Angeles om daar opnieuw te beginnen. Op haar nieuwe school raakt ze bevriend met buitenbeentjes Nancy (Fairuza Balk), Bonnie (Neve Campbell) en Rochelle (Rachel True). Zij laten zich in met occulte zaken en als ze merken dat Sarah een echte heks is, halen ze haar over lid te worden van hun genootschap. Met z'n vieren kunnen ze betoveringen uitspreken die voorheen onmogelijk waren. Nu kunnen ze allerlei zaken die hun niet bevallen veranderen. Maar dat blijft natuurlijk niet zonder consequenties.

## Rolverdeling
| Acteur            | Personage    |
| ----------------- | ------------ |
| Robin Tunney      | Sarah Bailey |
| Fairuza Balk      | Nancy Downs  |
| Neve Campbell     | Bonnie       |
| Rachel True       | Rochelle     |
| Skeet Ulrich      | Chris Hooker |
| Christine Taylor  | Laura Lizzie |
| Breckin Meyer     | Mitt         |
| Nathaniel Marston | Trey         |
| Cliff De Young    | Mr. Bailey   |
| Assumpta Serna    | Lirio        |

## Soundtrack
| Nr. | Titel                    | Performer(s)     | Duur |
| --- | ------------------------ | ---------------- | ---- |
| 1.  | Tomorrow Never Knows     | Our Lady Peace   | 4:14 |
| 2.  | I Have the Touch         | Heather Nova     | 4:17 |
| 3.  | All This and Nothing     | Sponge           | 4:19 |
| 4.  | Dangerous Type           | Letters to Cleo  | 3:39 |
| 5.  | How Soon Is Now          | Love Spit Love   | 4:25 |
| 6.  | Dark Secret              | Matthew Sweet    | 4:04 |
| 7.  | Witches Song             | Juliana Hatfield | 4:35 |
| 8.  | Jump Into the Fire       | Tripping Daisy   | 5:45 |
| 9.  | Under the Water          | Jewel            | 4:58 |
| 10. | Warning                  | All Too Much     | 4:44 |
| 11. | Spastica                 | Elastica         | 2:31 |
| 12. | The Horror               | Spacehog         | 4:49 |
| 13. | Bells, Books and Candles | Graeme Revell    | 4:47 |
| 14. | Strait Outta Locash      | CB4              | 3:56 |